# Hendrik Casimir
Hendrik Brugt Gerhard Casimir (n. 15 iulie 1909, Haga, Olanda de Sud, Țările de Jos – d. 4 mai 2000, Heeze-Leende⁠(d), Heeze-Leende, Brabantul de Nord, Țările de Jos) a fost un fizician teoretician neerlandez. Este cunoscut pentru explicarea supraconductibilității prin modelul celor două fluide (elaborat împreună cu Cornelis Gorter) și pentru descoperirea efectului Casimir (împreună cu Dirk Polder), ca și prin contribuții la teoria grupurilor Lie, calculul momentelor cvadupolare în fizica nucleară, fizica temperaturilor joase, relaxarea paramagnetică, teoria fenomenelor ireversibile.
Din 1942 până la pensionarea sa în 1972, Casimir a lucrat în cadrul departamentului de cercetare Philips, a cărui activitate a coordonat-o; a ocupat și posturi de conducere în companie, având o influență considerabilă.